# Colonia climatica

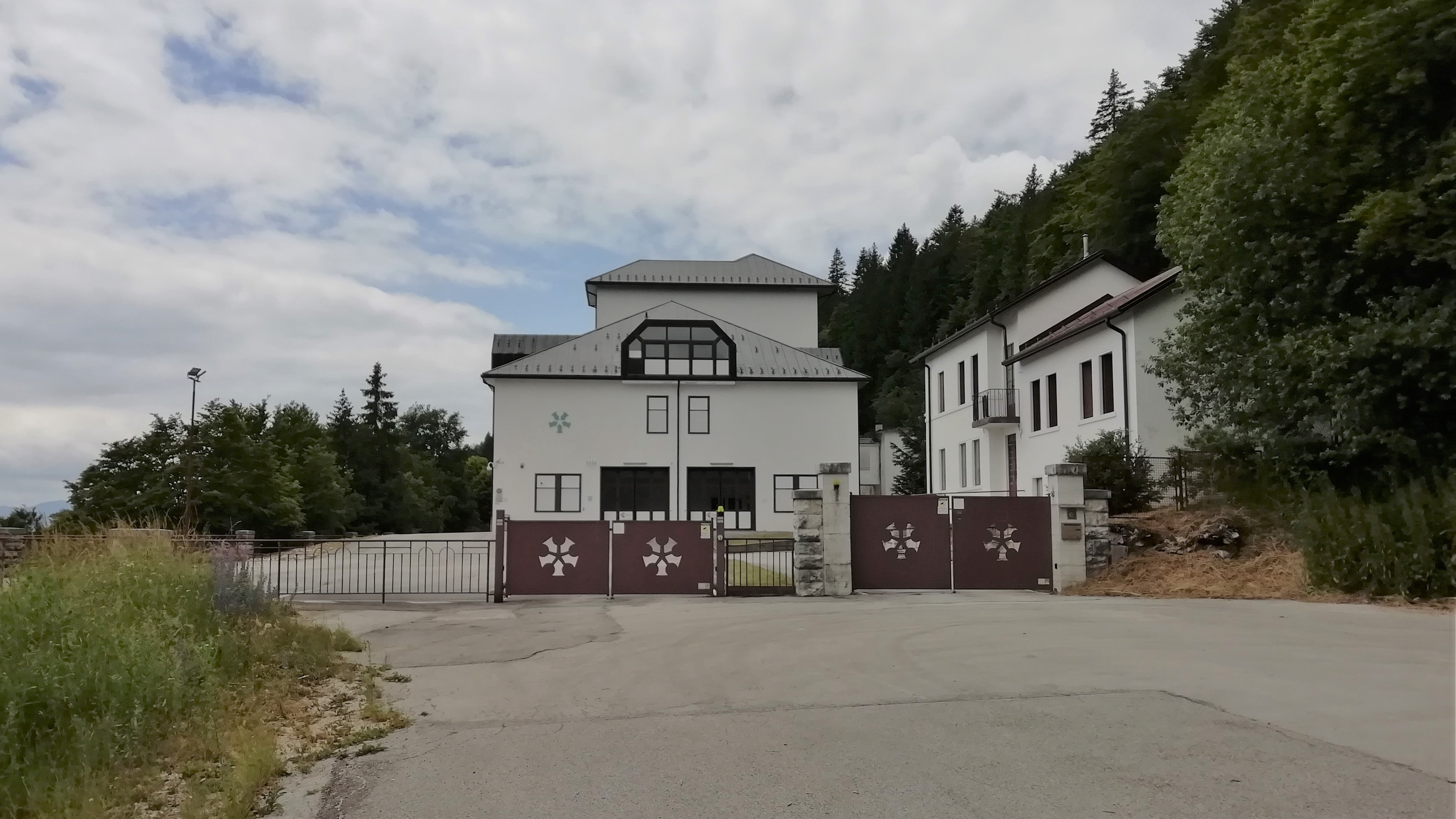
Ex istituto elioterapico di Roana

Le colonie climatiche, o colonie elioterapiche, furono dei complessi architettonici che vennero finalizzati alla cura del rachitismo infantile e, più in generale, all'irrobustimento dei bambini e dei ragazzi delle classi più povere.

## Storia
I benefici dati dall'elioterapia nella cura di alcune malattie e, più in generale, nel miglioramento della salute erano conosciuti fin dal Settecento, tant'è che in questo secolo iniziarono ad essere costruite, in Inghilterra, le prime strutture elioterapiche organizzate a cui fu dato il nome di "ospizi marini". Queste prime colonie elioterapiche, che erano destinate ai bambini ed ai ragazzi meno abbienti, erano realizzate grazie alle elargizioni fornite dall'aristocrazia del tempo. All'epoca, e ancora per tutto l'Ottocento, i centri di cura vennero costruiti in luoghi di villeggiatura come le località balneari e di montagna.
La prima colonia elioterapica italiana venne realizzata a Viareggio nel 1856, sempre con finanziamenti privati, grazie al medico Giuseppe Barellai. In Italia, con l'avvento del fascismo, questi centri iniziarono ad essere costruiti capillarmente dallo Stato che sostituì quindi l'aristocrazia nell'elargizione dei finanziamenti su tutto il territorio nazionale. Era infatti obiettivo dello Stato avere bambini di robusta costituzione; questi giovani, quando cresciuti, avrebbero formato una vigorosa ossatura per l'esercito. Le colonie elioterapiche caddero in disuso a seconda guerra mondiale terminata.